# عجلة الزمن (مسلسل)
عجلة الزمن (بالإنجليزية: The Wheel of Time)‏ هو مُسلسل فنتازيا ملحمي أمريكي قادم،المسلسل مبني على رواية تحمل نفس الأسم للكاتب جيمس أوليفر ريجني.
سيعرض المسلسل على برايم فيديو.